# Volatilité stochastique
La volatilité stochastique est utilisée dans le cadre de la finance quantitative, pour évaluer des produits dérivés, tels que des options. Le nom provient du fait que le modèle traite la volatilité du sous-jacent comme un processus aléatoire, fonction de variables d'états telles que le prix du sous-jacent, la tendance qu'a la volatilité, à moyen terme, à faire revenir le prix vers une valeur moyenne, la variance du processus de la volatilité, etc.
Les modèles de volatilité stochastiques présentent l'une des approches pour résoudre l'une des lacunes du modèle Black-Scholes, qui ne prend pas en compte le fait que la volatilité sous-jacente peut ne pas être constante, pendant le temps de vie du produit dérivé, et que celui-ci est affecté par le changement de valeur du sous-jacent.
Cependant, ces modèles ne peuvent expliquer certaines caractéristiques bien connues de la volatilité implicite, telles que le smile de volatilité, ou le biais de volatilité, qui indique que la volatilité implicite a tendance à varier en accord avec le prix d'exercice et la date d'expiration du dérivé.
En supposant que la volatilité du prix du sous-jacent est un processus stochastique, plutôt qu'une constante, il devient possible de modéliser les produits dérivés avec plus de précision.

## Modélisation
Le point de départ consiste à exprimer le prix de l'actif sous-jacent par un mouvement Brownien géométrique standard : 
{\displaystyle dS_{t}=\mu S_{t}\,dt+\sigma S_{t}\,dW_{t}\,}
où {\displaystyle \mu \,} est le drift constant (i.e. le rendement espéré) du prix du sous-jacent, {\displaystyle S_{t}\,}, {\displaystyle \sigma \,} est la volatilité supposée constante, et {\displaystyle dW_{t}\,} est un incrément de mouvement Brownien. Cet incrément suit donc en loi une distribution gaussienne standard de moyenne nulle et d'écart type unitaire. La solution explicite de cette équation différentielle stochastique est connue :
{\displaystyle S_{t}=S_{0}e^{(\mu -{\frac {1}{2}}\sigma ^{2})t+\sigma W_{t}}}
On peut notamment se servir de cette expression pour calculer l'estimation du Maximum de vraisemblance pour la volatilité constante {\displaystyle \sigma \,} étant donné des prix de marché {\displaystyle (S_{t_{i}})_{i\in \{0,...,n\}}\,} :
{\displaystyle {\begin{aligned}{\widehat {\sigma }}^{2}&=\left({\frac {1}{n}}\sum _{i=1}^{n}{\frac {(\ln S_{t_{i}}-\ln S_{t_{i-1}})^{2}}{t_{i}-t_{i-1}}}\right)-{\frac {1}{n}}{\frac {(\ln S_{t_{n}}-\ln S_{t_{0}})^{2}}{t_{n}-t_{0}}}\\&={\frac {1}{n}}\sum _{i=1}^{n}(t_{i}-t_{i-1})\left({\frac {\ln {\frac {S_{t_{i}}}{S_{t_{i-1}}}}}{t_{i}-t_{i-1}}}-{\frac {\ln {\frac {S_{t_{n}}}{S_{t_{0}}}}}{t_{n}-t_{0}}}\right)^{2};\end{aligned}}}
Son espérance est {\displaystyle E\left[{\hat {\sigma }}^{2}\right]={\frac {n-1}{n}}\sigma ^{2}}.
Parmi les modèles financiers à volatilité {\displaystyle \sigma \,} constante, non-stochastique, on peut citer le modèle de Black-Scholes dont la dynamique du sous-jacent s'exprime comme ci-dessus ou le modèle de Cox-Ross-Rubinstein qui est défini dans un cadre à temps discret.
Pour un modèle à volatilité stochastique, on peut par exemple remplacer la volatilité constante {\displaystyle \sigma \,} par un processus {\displaystyle \nu _{t}\,}, qui modélise la variance instantanée de {\displaystyle S_{t}\,}. Ce processus de variance peut aussi être modélisé par un mouvement brownien, et la forme de {\displaystyle \nu _{t}\,} dépend du modèle de volatilité stochastique étudié.
{\displaystyle dS_{t}=\mu S_{t}\,dt+{\sqrt {\nu _{t}}}S_{t}\,dW_{t}\,}
{\displaystyle d\nu _{t}=\alpha _{S,t}\,dt+\beta _{S,t}\,dB_{t}\,}
où {\displaystyle \alpha _{S,t}\,} et {\displaystyle \beta _{S,t}\,} sont des fonctions de {\displaystyle \nu \,} et {\displaystyle dB_{t}\,} est un incrément de mouvement Brownien, corrélé à {\displaystyle dW_{t}\,} par un facteur de corrélation constant {\displaystyle \rho \,}.
Il est aussi possible de modéliser directement la volatilité instantanée de {\displaystyle S_{t}\,} par un processus {\displaystyle \sigma _{t}\,}.

### Modèle de Heston
Le modèle de Heston est un exemple de modèle à volatilité stochastique au sein duquel le processus de variance est décrit par l'équation différentielle stochastique suivante :
{\displaystyle d\nu _{t}=\kappa (\theta -\nu _{t})\,dt+\xi {\sqrt {\nu _{t}}}\,dB_{t}\,}
où {\displaystyle \kappa } représente intuitivement le taux de retour à la moyenne, {\displaystyle \theta } représente la variance long terme, {\displaystyle \xi } la volatilité de volatilité. {\displaystyle dB_{t}} est un incrément de mouvement Brownien, tout comme {\displaystyle dW_{t}}. Les deux mouvements Browniens ont une corrélation constante au cours du temps, égale à {\displaystyle \rho }. 
L’impact des paramètres sur la dynamique du processus est le suivant :
1. sans terme aléatoire, le processus tendrait vers {\displaystyle \theta } à un taux continu constant {\displaystyle \kappa }. Le paramètre {\displaystyle \theta } joue ainsi le rôle d'un "niveau de rappel" et le paramètre {\displaystyle \kappa } celui de "force de rappel".
2. le paramètre {\displaystyle \xi } est le facteur influençant la volatilité du processus {\displaystyle \nu _{t}} proportionnellement à la racine de son niveau actuel {\displaystyle {\sqrt {\nu _{t}}}}.
3. la source d'aléatoire du processus est corrélée avec celle du prix de l'actif {\displaystyle S_{t}}, avec coefficient constant égal à {\displaystyle \rho }.

### Modèle CEV
Le modèle CEV pour "Constant Elasticity of Variance Model" est un modèle où la volatilité est stochastique mais déterministe étant donné le niveau du sous jacent {\displaystyle S_{t}}. Il rentre dans le cadre des modèles dits à volatilité locale. Sa dynamique s'écrit sous la forme :
{\displaystyle dS_{t}=\mu S_{t}dt+\sigma S_{t}^{\gamma }dW_{t}}
Intuitivement, une modélisation avec {\displaystyle \gamma >1} peut être envisagée si on observe que la volatilité a tendance à augmenter lorsque le prix du sous-jacent augmente (ex: marché commodités). L'observation opposée, (ex: marché actions) peut motiver une modélisation avec {\displaystyle \gamma <1}.